# Stictoptera sanctae
Stictoptera sanctae là một loài bướm đêm trong họ Noctuidae.